# 岡田哲史
岡田 哲史 (おかだ さとし、1962年（昭和37年）4月7日‐ ) は, 日本の建築家。株式会社岡田哲史建築設計事務所、千葉大学院准教授。

## 略歴
兵庫県豊岡市出身。兵庫県立豊岡高等学校卒業。1986年、早稲田大学理工学部建築学科卒業。早稲田大学理工学部建築学科卒業（1986年村野賞受賞）。1988年、早稲田大学大学院修士課程修了。大学院時代に建築家の伊東豊雄および建築専門誌『a+u』元編集長の中村敏男からコロンビア大学建築学部大学院（GSAPP）教授のケネス・フランプトン（Kenneth Frampton）を紹介され，早稲田大学大学院博士課程進学直後にコロンビア大学大学院に留学。コロンビア大学大学院留学時に美術史考古学学部教授のロビン・ミドルトン（Robin Middleton）が主催するジョヴァンニ・バッティスタ・ピラネージ（Giovanni Battista Piranesi）のゼミナールに参加。1989年コロンビア大学大学院を修了（MSBD取得）。帰国後，早稲田大学理工学部建築学科専任助手。この時期に西洋建築史学の桐敷真次郎指導のもと，留学時に着手していたピラネージおよび18世紀建築理論に関する研究を本格化させ，1993年早稲田大学大学院博士課程を修了（博士（工学）取得）。同年，小野梓記念芸術賞受賞。1993年から96年にかけ日本学術振興会特別研究員（PD）、1996年から97年にかけ文化庁芸術家派遣海外研修員としてニューヨークに滞在。コロンビア大学建築学部大学院（GSAPP）の客員研究員としてケネス・フランプトンのもと近代建築理論について研鑽を積む。1995年に岡田哲史建築都市計画研究所を設立。2003年滋賀県立大学環境科学部助教授，2006年から千葉大学大学院准教授。同年，岡田哲史建築都市研究所の法人化にともない岡田哲史建築設計事務所（Satoshi Okada architects）に改称。

## 受賞歴
- 2017年 Prix Versailles、UNESCO（FR）.軽井沢の保養施設
- 2017年 Chicago Athenaeum International Architecture Award（USA）、チャボヒバ・ホール: Chabohiba Hall
- 2017年 A’Design Award（IT）金賞、清里アートギャラリー Galley in Kiyosato
- 2013年 International Property Awards（UK）、Villa A
- 2011年 Perspective Award（HK）、海光の家 Villa in Kaikoh
- 2010年 トヨタ財団研究助成（The Toyota Foundation）
- 2010年 Design for Asia Award（HK）公共環境兼特部門金賞、たいさんじ風花の丘 Agri-community Centre
- 2009年 WAN Award（UK）、若葉台の家 House in Wakabadai
- 2008年 日本建築学会賞（AIJ Prize）技術[1]
- 2008年 Chicago Athenaeum International Architecture Award（USA）、若葉台の家 House in Wakabadai
- 2008年 グッドデザイン賞、若葉台の家 House in Wakabadai[2]
- 2007年 Chicago Athenaeum International Architecture Award（USA）、たいさんじ風花の丘 Agri-community Centre
- 2007年 グッドデザイン賞、たいさんじ風花の丘 Agri-community Centre
- 2006年 Dedalo Minosse International Prize（IT）グランプリ、清里アートギャラリー Galley in Kiyosato
- 2006年 Russia International Architecture Prize（RU）グランプリ、清里アートギャラリー Galley in Kiyosato
- 2005年 山梨県建築文化賞、清里アートギャラリー Galley in Kiyosato[3]
- 2005年 グッドデザイン賞、清里アートギャラリー Galley in Kiyosato、富ヶ谷アパートメントTomigaya Apartment[4]
- 2001年 吉岡賞、slash（富士北麓の家 House in Mt. Fuji）
- 2000年 山梨県建築文化賞、富士北麓の家 House in Mt. Fuji
- 1992年 横浜アーバンデザイン国際設計競技優秀賞、Yokohama Urban Design International Competition: 2nd Prize（jury Fumihiko Maki）

## 作品
- 2018年 GUEST HOUSE P/k（企業の研修保養施設、長野県軽井沢町）
- 2017年 CHABOHIBA HALL（コンサートホール、東京都立川市）
- 2010年 VILLA IN KAIKOU（海原に面した崖にたつゲストハウス、静岡県熱海市）
- 2010年 Villa A（湾曲する鋼板屋根が特徴の別荘、長野県軽井沢町）
- 2006年 AGRI-COMMUNITY CENTRE たいさんじ風花の丘（農村コミュニティセンター、滋賀県高島市）
- 2006年 HOUSE IN WAKABADAI 若葉台の家（木造新工法：専用住宅、神奈川県川崎市）
- 2005年 GALLERY IN KIYOSATO 清里アートギャラリー（ゲストハウス＋アートギャラリー、山梨県北杜市）
- 2005年 TOMIGAYA APARTMENT 富ヶ谷アパートメント（高層集合住宅、東京都渋谷区）
- 2000年 HOUSE IN MT.FUJI 富士北麓の家（ゲストハウス、山梨県南都留郡）
- 1992年 URBAN RING TOWARDS 21ST CENTURY 21世紀へのアーバンゲート（横浜アーバンデザイン国際設計競技、神奈川県横浜市） ※小野梓記念芸術賞受賞
- 1991年 UNA COLLINA DI VENEZIA ヴェネツィアの丘（ヴェネツィア・ビエンナーレ出展作品、ヴェネツィア市）
- 1989年 空白に署名された足跡（新建築住宅設計競技、新建築社） ※新建築設計競技１等賞受賞
- 1986年 飛翔 ※村野賞（早稲田大学理工学部建築学科卒業設計最優秀賞）受賞

## 著書・論稿
- 2017年 快適な場所／美しい空間こそ有益投資―“資本”に求められる審美眼とホンモノ志向: 都市デザインによる都市の再生―特集：先進の都市づくりを目指して、『日刊建設工業新聞』2017年11月30日5頁全面
- 2016年 SATOSHI OKADA -INTENSITY OF ARCHITECTURE-（作品集）、PAOS、Tokyo、2016
- 2014年 いかに建築空間は思考されるか、『カサベラ・ジャパン』vol.837-873、ASJ/MONDADORI、2014-2017（全17回）
- 2014年 建築家岡田哲史が選ぶ「住宅のマスターピース」ルイス・カーン：エシェリック邸、PROUD vol.67、pp.2-10、2014
- 2013年 建築家が歴史から学ぶこと、『カサベラ・ジャパン』vol.822-825、ASJ/MONDADORI、2013（全3回）
- 2012年 INTENSITY OF ARCHITECTURE、THE ESSENCE OF COOL、Eleven International Publishing、The Netherlands、2012、pp.94-99
- 2009年 SATOSHI OKADA（作品集）、Electa architettura、Milano、2009
- 2009年 建築の強度、JT（新建築住宅特集）278、新建築社、2009、pp.26-27
- 2004年 ピラネージ建築論 対話（岡田哲史校閲、横手義洋訳）アセテート出版、2004 pp. 89-123
- 2003年 廃虚大全（共著：谷川渥監修、巽孝之、永瀬唯、小谷真理、滝本誠、飯沢耕太郎、四方田丈彦、小池寿子、森利夫、今泉文子、岡林洋、種村季弘、中野美代子、飯島洋一、椹木野衣、日野啓三）中公文庫、2003
- 1999年 世紀の変わり目の建築会議（対談集: 篠原一男＋岡田哲史＋五十嵐太郎ほか）建築技術、1999、pp. 229-252
- 1999年 廃虚大全（共著:谷川渥監修）、トレヴィル出版、1999
- 1999年 ル・コルビュジェの欠如体、建築文化 vol.54 no.631、彰国社、1999、pp.122-125、
- 1998年 ミース：その饒舌なる欲望の合理化、建築文化 vol.53 no.616、彰国社、1998、pp.131-143
- 1998年 ミース：前衛の強度とその自虐性、建築文化 vol.53 no.615、彰国社、1998、pp.126-130、
- 1998年 モケイする…Modeling（対談: 青木淳×岡田哲史）建築知識、no.492、1998、pp.131-135
- 1996年 未来都市の考古学（共著: 鵜沢隆，ジャン=ルイ・コーエン，コッラード・ガヴィネッリ）東京新聞、1996、pp. 58-68
- 1995年 南イタリアのバロック（共著:長谷川正允）、SD、no.365、鹿島出版会、1995、pp.74-88
- 1993年 ピラネージの世界（単著）丸善出版、1993
- 1993年 ピラネージとカンプス・マルティウス（共著: 桐敷真次郎）本の友社、1993、pp.83-218

## 客員教授
- 2017年 カーサベッラ・ラボラトーリオCasabella Lecture, Casabella Laboratorio, Milano
- 2010-12年 ヴェネツィア建築大学客員教授Universita Iuav di Venezia（IUAV）, Venezia, Italy
- 2012年 アジュマン科学技術大学（現アジュマン大学）客員教授Ajman University of Science & Technology（Ajman University）, UAE（host: Prof. Jihad Awad）

## 出演
- 『世界に通用する建築とは何か？』（千葉大学工学部オフィシャルYouTubeチャンネル、2017年）
- 『INTENSITY OF ARCHITECTURE』（International Exhibition of Architecture、Venezia Biennale、2017年）
- 『建築家のアスリートたち』（BS11、2016年）
- 『巨大建築に魅せられた男 -エッフェル塔・自由の女神・パナマ運河にかけた半世紀- 』（BS-TBS、2009年12月31日）

## その他

### 林屋晴三との親交
林屋晴三からは「相当の目利き」と称され、林屋最晩年の友人の一人であった。光悦や樂の茶碗を介して意気投合した両者は、林屋の点てるお茶を介して茶碗談義や、林屋が岡田を利休の茶室「待庵」に招き入れ建築談義に花を咲かせ、林屋が構想する茶室のプロジェクトを建築の専門的立場から動かしていた。対談記録は、「いかに建築空間は思考されるか第12回―特別編 林屋晴三氏に聞く「作為と無作為について」［前後編］『カサベラ・ジャパン』vols.854、855、ASJ/MONDADORI、2015に収録されている。